# Christian Thary
Christian Thary (né le 21 janvier 1962 à Belfort, Territoire de Belfort) est un coureur cycliste français, professionnel en 1989.

## Biographie
En 1986, il se lie d'amitié avec un jeune coureur italien, Maurizio Fondriest, sur le Tour du Hainaut occidental. Ensemble, ils réussissent une échappée, Thary remporte l'étape et l'Italien s'empare du maillot de leader pour ne plus le lâcher. 
À l'été 1988, Christian Thary, sous les couleurs de l'équipe de France, participe au Tour de Sicile amateur. Il termine deuxième de la première étape et ne perd le maillot de leader que le dernier jour pour terminer finalement à la cinquième position. Avec l'appui de Maurizio Fondriest qui deviendra champion du monde quelques jours plus tard, il est recruté dans une modeste équipe italienne : Pepsi-Cola-Alba Cucine.
Il n'effectue qu'une saison à l'échelon supérieur, durant laquelle il participe anonymement au Tour d'Italie 1989.

## Palmarès
- 1986
  - Paris-Épernay
  - 7e étape du Tour du Hainaut occidental
  - 3e du Tour du Hainaut occidental

- 1987
  - Tour de Vendée amateurs

- 1988
  - Champion de Franche-Comté
  - Ronde de Haute-Saône
  - 4e étape du Circuit des Mines[1]

- 1990
  - Tour de Moyenne-Alsace

- 1991
  - 2e du Tour de Franche-Comté

- 1992
  - 2e du Grand Prix de Cours-la-Ville

- 1993
  - 3e du Grand Prix d'Antibes

## Résultats sur les grands tours

### Tour d'Italie
1 participation 
- 1989 : 118e